# ᴈ
Cette page contient des caractères spéciaux ou non latins. S’ils s’affichent mal (▯, ?, etc.), consultez la page d’aide Unicode.
Ne doit pas être confondu avec les lettres latines epsilon réfléchi ‹ Ɜ з ›, ej ‹ Ʒ ʒ ›, yogh ‹ Ȝ ȝ › et et ‹ Ꝫ ꝫ ›, les lettres cyrilliques dzé abkhaze ‹ Ӡ ӡ › et zé ‹ З з ›, ou le chiffre 3.
ᴈ (uniquement en minuscule), appelé epsilon culbuté, est une lettre additionnelle de l’alphabet latin qui est utilisée dans l'alphabet phonétique ouralien et la transcription Dania.
Cet epsilon culbuté n’est pas à confondre avec l’epsilon réfléchi ‹ Ɜ ɜ › ni avec la lettre yogh ‹ Ȝ ȝ ›.

## Utilisation
Dans l’alphabet phonétique ouralien, epsilon culbuté ‹ ᴈ › est un symbole utilisé pour représenter une voyelle mi-ouverte à la prononciation réduite, l’epsilon ‹ ɛ › représentant une voyelle mi-ouverte et les voyelles culbutées indiquant une prononciation réduite.
Dans la transcription Dania,  l’epsilon culbuté ‹ ᴈ › représente une voyelle mi-ouverte centrale non arrondie [ɜ].
Dans la transcription Teuthonista, Hans Batz utilise l’epsilon culbuté ‹ ᴈ › pour représenter la forme réduite de la voyelle représentée par ‹ ɛ › dans une description du dialecte francique oriental de Bamberg publiée dans le Zeitschrift für Deutsche Mundarten en 1912.

### Alphabet phonétique international
Dans l’alphabet phonétique international, l’epsilon culbuté ‹ ᴈ › est initialement utilisé en 1895 et 1896 pour noter le ʿayn arabe, c’est-à-dire la consonne fricative pharyngale voisée, avant d’être remplacé par la petite capitale q ‹ ꞯ › et finalement le coup de glotte réfléchi ‹ ʕ ›. 
Daniel Jones et Michael V. Trofimov utilisent l’epsilon culbuté ‹ ᴈ › dans une description phonétique du russe publiée en 1923. Le symbole est adopté comme symbole de l’alphabet phonétique international pour une voyelle centrale plus fermée que [ɐ] en 1928. Cet usage est mentionné dans les Principles de l’association de 1949 mais l’epsilon réfléchi ‹ ɜ › est utilisé dans le spécimen de transcription anglais britannique du Sud. L’espilon reversé continue d’être utilisé avant d’être définitivement remplacé par l’epsilon réfléchi, notamment dans le tableau de 1979 ou le Handbook of the International Phonetic Association, le manuel de l’API, publié en 1999.

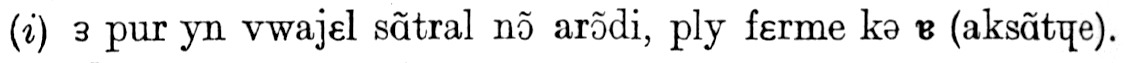
ᴈ tel qu’adopté comme symbole API dans Le Maître phonétique juillet-septembre 1928.

## Représentations informatiques
L’epsilon culbuté peut être représenté avec les caractères Unicode (Extensions phonétiques) suivants :
| formes    | représentations | chaînes de caractères | points de code | descriptions                                  |
| --------- | --------------- | --------------------- | -------------- | --------------------------------------------- |
| minuscule | ᴈ               | ᴈ                     | U+1D08         | lettre minuscule latine epsilon culbuté       |
| exposant  | ᵌ               | ᵌ                     | U+1D4C         | lettre modificative minuscule epsilon culbuté |